# ザ・モンゴルズ
ザ・モンゴルズ（The Mongols）は、1960年代末から1970年代中盤にかけて活動したプロレスのタッグチーム。
モンゴリアン・ギミックのヒールとして、ニューヨークのWWWFなどアメリカ北東部やカナダを主戦場に活躍した。

## メンバー
- ジート・モンゴル（Geeto Mongol） - カナダ出身のニュートン・タットリー。チームのリーダー格。
- ベポ・モンゴル（Bepo Mongol） - クロアチア出身のヨシップ・ペルゾビッチ。1973年まで在籍。
- ボロ・モンゴル（Bolo Mongol） - アメリカ合衆国出身のビル・イーディー。ベポの後任として加入。

モンゴリアンの設定はギミックであり、3者とも白色人種でモンゴロイドではない。ベポとボロはモンゴルズ加入当時は新人同然だったものの、後にベポはニコライ・ボルコフ、ボロはマスクド・スーパースターに変身し、シングルプレイヤーとしても大きな成功を収めた。

## 来歴

### ジート&ベポ
1968年、ミスター・ロウバストの名でカルガリーのスタンピード・レスリングに参戦していたニュートン・タットリーが、スチュ・ハートのもとでトレーニングを積んでいたクロアチア移民のヨシップ・ペルゾビッチをスカウト。辮髪に毛皮のコスチュームをまとったモンゴリアン・ギミックのタッグチーム "ザ・モンゴルズ" を結成して、カサボスキー・ファミリーが主宰していたオンタリオ州ノースベイの団体でデビューを果たす。それぞれのリングネームはタットリーの発案によりペルゾビッチの出身地クロアチアの言葉から取られ、タットリーは「おじいさん」を意味するジート、ペルゾビッチは「赤ちゃん（ベイビー）」を意味するベポと名付けられた。
その後モントリオール地区を経て1970年よりWWWFに登場。初期はトニー・アンジェロ、後にルー・アルバーノをマネージャーに迎え、6月15日にニューヨークのマディソン・スクエア・ガーデンでビクター・リベラ&トニー・マリノからWWWFインターナショナル・タッグ王座を奪取。翌1971年6月18日にピッツバーグにてブルーノ・サンマルチノ&ドミニク・デヌーチに敗れて一度はタイトルを失うも、2週間後の7月2日に奪回、11月12日にターザン・タイラー&ルーク・グラハムに明け渡すまで保持した。この間、王座一時陥落中の6月にはNWFに出場しており、8月までNWF世界タッグ王座にも戴冠していた。
彼らのWWWFでの試合は日本でも東京12チャンネルの『プロレスアワー』において放送され、その桁外れのパワー殺法で注目を集めた（後年、「70年代のロード・ウォリアーズ」などと再評価されたこともある）。1972年7月には日本プロレスに来日。当時は団体が末期状態だったこともあり、インターナショナル・タッグ王座やアジアタッグ王座への挑戦機会はなかったものの、7月30日に福岡にてベポが坂口征二のユナイテッド・ナショナル・ヘビー級王座に挑戦している。
以後、ジョージアやデトロイトへの転戦を経て、1973年にベポがモンゴルズを離脱。ロシア人ギミックのニコライ・ボルコフに変身し、シングルプレイヤーとしてWWWFに復帰することとなった。

### ジート&ボロ
ベポの後任には、ピッツバーグの興行でジートにスカウトされたビル・イーディーがボロと名乗って加入。ボロはベポと遜色ない大型選手であり、1973年下期よりNWFにて新生モンゴルズとしての活動を本格的に開始、ボボ・ブラジル&ドミニク・デヌーチ、マイティ・イゴール&ザ・ストンパー、タイガー・ジェット・シン&ダン・ミラーなどのチームと対戦した。
1974年4月には新生モンゴルズとして新日本プロレスの『第1回ワールドリーグ戦』に来日。ボロは予選リーグで脱落したものの、ジートは決勝リーグに進出している。帰国後はジートの地元ノバスコシアを拠点とするマリタイム地区のESAを経て、1975年はNWFのペドロ・マルティネスが参画していたIWAを主戦場に活動。3月にIWA世界タッグ王座の初代王者チームに認定され、アーニー・ラッド&サンダーボルト・パターソンのソウル・パトロールやディノ・ブラボー&ジノ・ブリットのイタリアン・コネクションなどとタイトルを争った。
翌1976年にIWAが活動を停止すると、ジム・クロケット・ジュニアの運営するNWAのミッドアトランティック地区に参戦、ジン・アンダーソン&オレイ・アンダーソンのミネソタ・レッキング・クルーとも抗争を展開した。同年7月には新日本プロレスに再来日して、「モンゴル代表」として『アジア・リーグ戦』に出場。このときは、ボロが予選を突破して決勝リーグに進出している。
帰国後はミッドアトランティックに戻ったが、ブッカーのジョージ・スコットがボロのギミックをリニューアルして、同地区を離れたスーパー・デストロイヤーに代わる覆面レスラーとしてプロデュースすることを発案。ジートも地元のノバスコシアに戻ることを希望していたため、1976年9月をもってモンゴルズは解散。ボロは9月26日のワフー・マクダニエルとのルーザー・リーブス・タウン・マッチに敗れた翌日、覆面レスラーのマスクド・スーパースターに変身してミッドアトランティックに再登場したが、その正体が前日まで試合をしていたボロ・モンゴルであることに、誰もが気づかなかったという。

## 獲得タイトル
ワールド・ワイド・レスリング・フェデレーション
- WWWFインターナショナル・タッグ王座：2回（w / ジート&ベポ）[3]

ナショナル・レスリング・フェデレーション
- NWF世界タッグ王座：1回（w / ジート&ベポ）[4]

インターナショナル・レスリング・アソシエーション
- IWA世界タッグ王座：2回（w / ジート&ボロ）[10]

## 補足
- ベポとボロはモンゴルズ時代の接点はないものの、それぞれニコライ・ボルコフとマスクド・スーパースターに変身後の1977年3月、新日本プロレスの『第4回ワールドリーグ戦』に揃って来日し、タッグを組んでいる[13]。総当たりリーグ戦では両者のシングル対決も実現した（9分48秒、フライング・ネックブリーカー・ドロップでスーパースターのフォール勝ち）[14]。また、両者は1980年代後半から1990年代初頭にかけてWWFを共にサーキットしており（当時のビル・イーディーのギミックはペイントレスラーのデモリッション・アックス）、1987年と1988年のPPV『サバイバー・シリーズ』では、アックスはスマッシュとのデモリッション、ボルコフはボリス・ズーコフとのボルシェビクスでタッグチーム・エリミネーション・マッチに出場、ヒール陣営で共闘した。なお、ボルコフは若手時代のスマッシュ（クラッシャー・クルスチェフ）と、1984年にビル・ワット主宰のMSWAでタッグを組んでいたことがある[15]。
- 解散後の1979年6月、国際プロレスにザ・モンゴリアンズというモンゴルズにあやかったタッグチームがパーシー・プリングル3世をマネージャーにつけて来日している[16]。正体はサモア系のタプー・サモアとティオ・サモアであり、アメリカではザ・サモアンズとも名乗ったが（WWE殿堂者のワイルド・サモアンズとは別チーム）、体が小柄だったこともあり、両ギミックとも本家ほどの成功は収められなかった[17]。